# Bel-ibni
Bel-ibni je bil babilonski plemič, ki je v imenu asirskega kralja Sanheriba nekaj let vladal kot babilonski kralj.
Sanherib je ugotovil, da je neposredno asirsko vladanje v Babiloniji  predrago, zato je leta 703 pr. n. št. za babilonskega kralja imenoval mladega plemiča Bel-ibnija, vzgojenega na asirskem dvoru. Poskus z domorodnim marionetnim kraljem ni bil nič bolj uspešen kot neposredno asirsko vladanje. Bel-ibni je začel kmalu po prihodu na prestol s Kaldejci in Elamiti kovati zarote proti Asircem. Po porazu koalicije leta 700 pr. n. št. ga je Sanherib odstavil in odgnal v Asirijo. Za babilonskega kralja je imenoval svojega sina Ašur-nadin-šumija.

## Sklic
1. ↑   Albert Kirk Grayson:  Assyrian and Babylonian Chronicles.

| Bel-ibni                           |                                      |                            |
| Vladarski nazivi                   |                                      |                            |
| Predhodnik: Marduk-apla-iddina II. | Kralj Babilonije 703–700 pr. n. št.. | Naslednik: Ašur-nadin-šumi |